# Assurubalite II
Assurubalite II (612 a.C — 609 a.C.) é o último rei da Assíria. Não está certo se ele é filho ou irmão do penúltimo rei Sinsariscum.
Depois da morte do grande rei Assurbanípal em 627 a.C. seu filho Sinsariscum tornou-se rei depois de lutas internas. O poder da Assíria diminuiu, e poderosos inimigos surgiram: A Babilônia com rei Nabopolassar e a tribo dos medos com rei Ciaxares. Entre os Medos se encontrou também a tribo das persas, que pouco depois se tornaria muito poderosa. 
Contra essa coalizão poderosa o exercito assírio perdeu terreno. Em 614 a.C., caiu Assur, a antiga capital da Assíria, e dois anos depois a capital Nínive. Sinsariscum morreu, e o príncipe Assurubalite tornou-se rei. Os assírios dominaram ainda o oeste do antigo império, e Harã ou Harã, no rio Eufrates, tornou-se nova capital. 
Três anos Assurubalite reinou, mas então os medos e babilônicos atacaram de novo. Assurubalite retirou-se, deixando Harã nas mãos dos inimigos, mas reconquistou a cidade com ajuda do exército do faraó Neco II. 
Mas os babilônicos e medos voltaram, combatiam o exército egípcio em Carquemis e Assurubalite fugiu com o exército assírio para Urartu, (Armênia). Nunca mais se ouviu nada dele. E então deu-se origem ao Império Neobabilônico de Nabopolassar e ao Império Medo de Ciaxares.
| Antecessor: Sinsariscum | Rei de Assíria: 4 anos | Sucessor: (Rei Nabopolasar da Babilônia) |